# Julie Mehretu
Julie Mehretu (Aroussi, 28 novembre 1970) è un'artista etiope naturalizzata statunitense, nota per i suoi dipinti astratti multistrato di grandi dimensioni, al confine tra disegno architettonico, paesaggio e pura astrazione.
La sua attività inizia nella seconda metà degli anni novanta con la produzione di disegni in cui sperimenta un proprio linguaggio personale, fatto di segni astratti prodotti con inchiostro nero - linee geometriche, frecce direzionali, forme organiche come ali, occhi e insetti - con i quali crea assembramenti, "piccole comunità" in movimento, a cui aggiunge via via mappe di città e rendering architettonici.
Raggiunge la notorietà all'inizio degli anni Duemila con dipinti astratti multistrato di grandi dimensioni che utilizzano l'architettura come base e incorporano, con intento narrativo e con tratti frenetici, diagrammi, prospettive aeree, paesaggi urbani, graffiti, frammenti di foto, fumetti, pennellate di inchiostro nero che ricordano la calligrafia orientale e l'antica pittura paesaggistica cinese, così come il dinamismo futurista e la fisicità dell'espressionismo astratto.
Da lei definiti «mappe di non luoghi», questi dipinti spesso assemblano città reali e immaginarie, piazze e luoghi pubblici (edifici governativi, musei, stadi, scuole), simbolo di cambiamento sociale, come Piazza Tahrir, o la Piazza Rossa, attraverso i quali Mehretu intende riflettere su temi contemporanei: la frammentazione della vita della metropoli, la guerra, la violenza, il colonialismo, la migrazione, la protesta sociale.
Dagli anni dieci del Duemila il suo stile si evolve verso l'introduzione di sfumature di colore saturo ed elementi figurativi, accompagnati dall'uso di tecniche come l'acquatinta, l'aerografia e la serigrafia.
Una delle sue opere più famose è il murale largo circa 25 metri, situato nella torre Goldman Sachs, intitolato Mural, commissionatole dalla banca d'affari nel 2007 per l'atrio della sua nuova sede al 200 West Street di Lower Manhattan.

## Biografia
Julie Mehretu nasce il 28 novembre 1970 ad Addis Abeba, in Etiopia, primogenita di un professore universitario di geografia etiope e di un'insegnante montessoriana statunitense, incontratisi a Washington quando lui era uno studente laureato alla Johns Hopkins University. All'età di sei anni lascia il paese con la famiglia per sfuggire ai disordini politici e si stabilisce negli Stati Uniti, a East Lansing, Michigan, dove il padre trova impiego come insegnante di geografia economica presso la Michigan State University.

### Formazione
Trascorre la sua adolescenza nel Michigan, si diploma alla East Lansing High School e nel 1992 consegue il Bachelor of Arts presso il Kalamazoo College, dopo aver trascorso il suo ultimo anno all'estero, presso la Cheikh Anta Diop University (UCAD) a Dakar, in Senegal (1990/91).

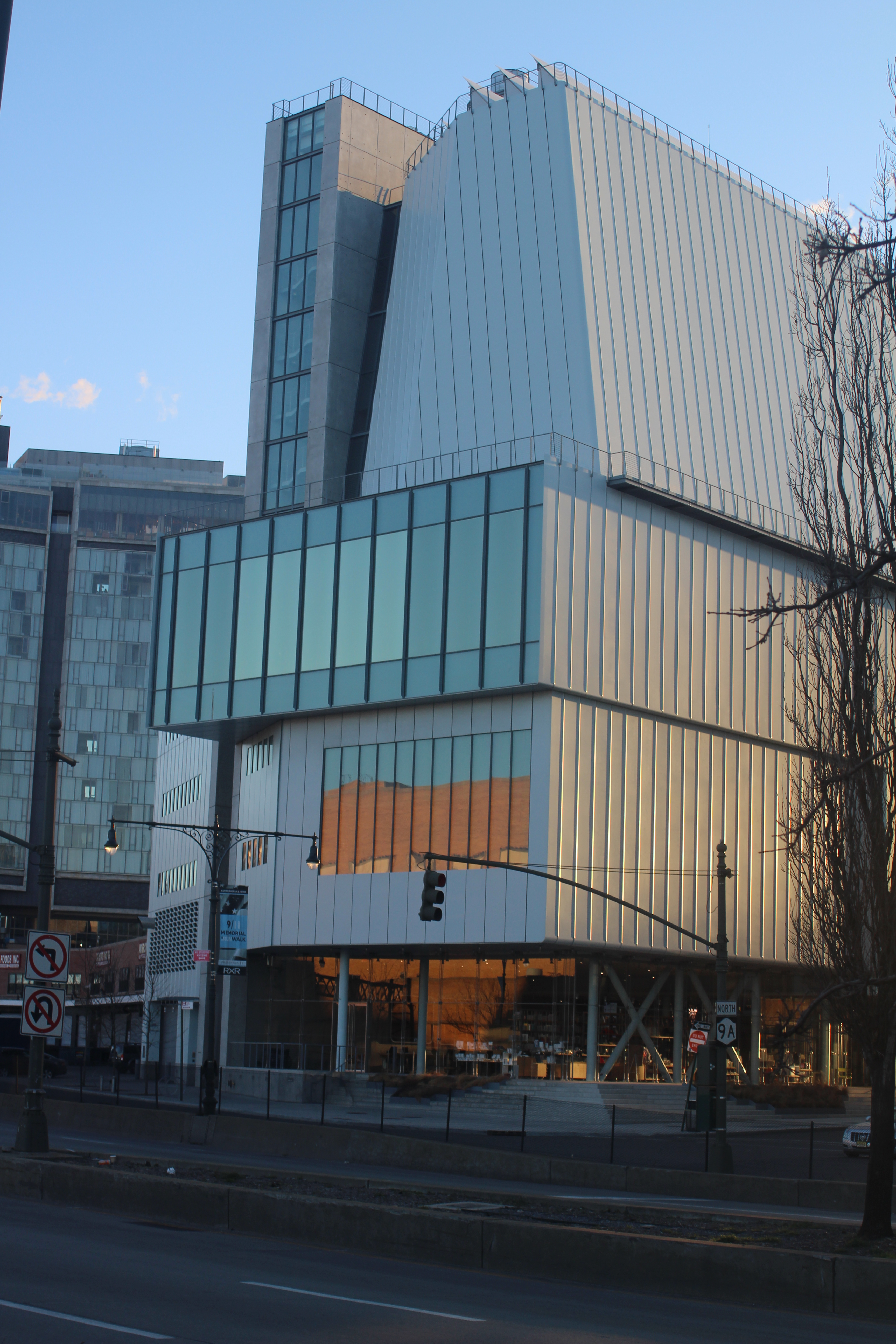
NYC - Whitney Museum of American Art

Dopo il college viene ammessa con una borsa di studio alla Rhode Island School of Design a Providence, dove nel 1997 consegue il Master in Belle Arti. Qui stringe amicizia con Benjamin Edwards, con il quale condivide la formazione artistica, avviando un legame professionale che la accompagnerà nei futuri decenni; sotto la guida dell'artista Michael Young, Mehretu inizia a cimentarsi con il disegno, producendo, in modo compulsivo, centinaia di schizzi, caratterizzati dalla presenza di mappe aeree, città, comunità, che rivelano la connessione con il lavoro del padre come geografo.
A Providence Mehretu apprende anche la tecnica dell'incisione, iniziata sperimentando l'acquaforte; il suo approccio al disegno e alla pittura ne risulta influenzato, orientando l'uso di questa tecnica nelle sue opere soprattutto dopo gli anni dieci del Duemila.

### Primi lavori
Uno dei suoi grafici realizzati nel 1996, durante il suo secondo anno a Providence, Timeline Analysis of Character Behaviour. Migration Direction Map, è pensato come una grande mappa in bianco e nero con disegni che suggeriscono vedute aeree di masse di persone, un "indice di migrazione, insediamento e persino di estinzione" realizzato sperimentando una tecnica - la successione di strati di acrilico trasparente - e un linguaggio astratto di sua creazione, fatto di croci, punti, segni, linee, curve, frecce direzionali.
In Untitled (two) (1996), Map Paint (white) (1996) e Untitled (yellow with ellipses) (1998), continua a sperimentare la stratificazione di materiali diversi che spesso, grazie all'uso di colori trasparenti, permettono di essere guardati in profondità come "topografie fossilizzate", manifestazioni ed incorporazioni degli effetti del tempo.
Dal 1997 al 1999 viene selezionata per il programma CORE alla Glassel School of Art, Museum of Fine Arts di Houston, un'esperienza che si rivelerà fondamentale per la sua crescita artistica. Uno degli esperimenti che conduce in questo periodo è la proiezione dei disegni architettonici contenuti in un libro preso in prestito dalla biblioteca sulla tela cui sta lavorando; con l'uso del computer, in seguito rimodella e combina digitalmente le immagini trovate su internet utilizzando i piani architettonici come materiale di partenza per i sottostrati della sua pittura.
Le ampie dimensioni dello studio a disposizione alla Rhode Island School of Design e la suggestione di opere degli artisti neri che espongono alle mostre organizzate al Whitney Museum of American Art, come l'artista britannico di origine guyanese Frank Bowling e il pittore e scultore statunitense Jack Whitten, la portano ad aumentare il volume dei suoi lavori.
L'uso della pistola a spruzzo le consente di creare più facilmente strati di materia, ognuno dei quali può essere considerato singolarmente, così come parte di un tutto: Untitled, realizzato nel 1999, è composto di forme geometriche e linee colorate disposte su sfondi stratificati che inducono lo spettatore a soffermarsi sui dettagli e nello stesso tempo a ricercare l'insieme della composizione.

## Carriera

### 2000-2009

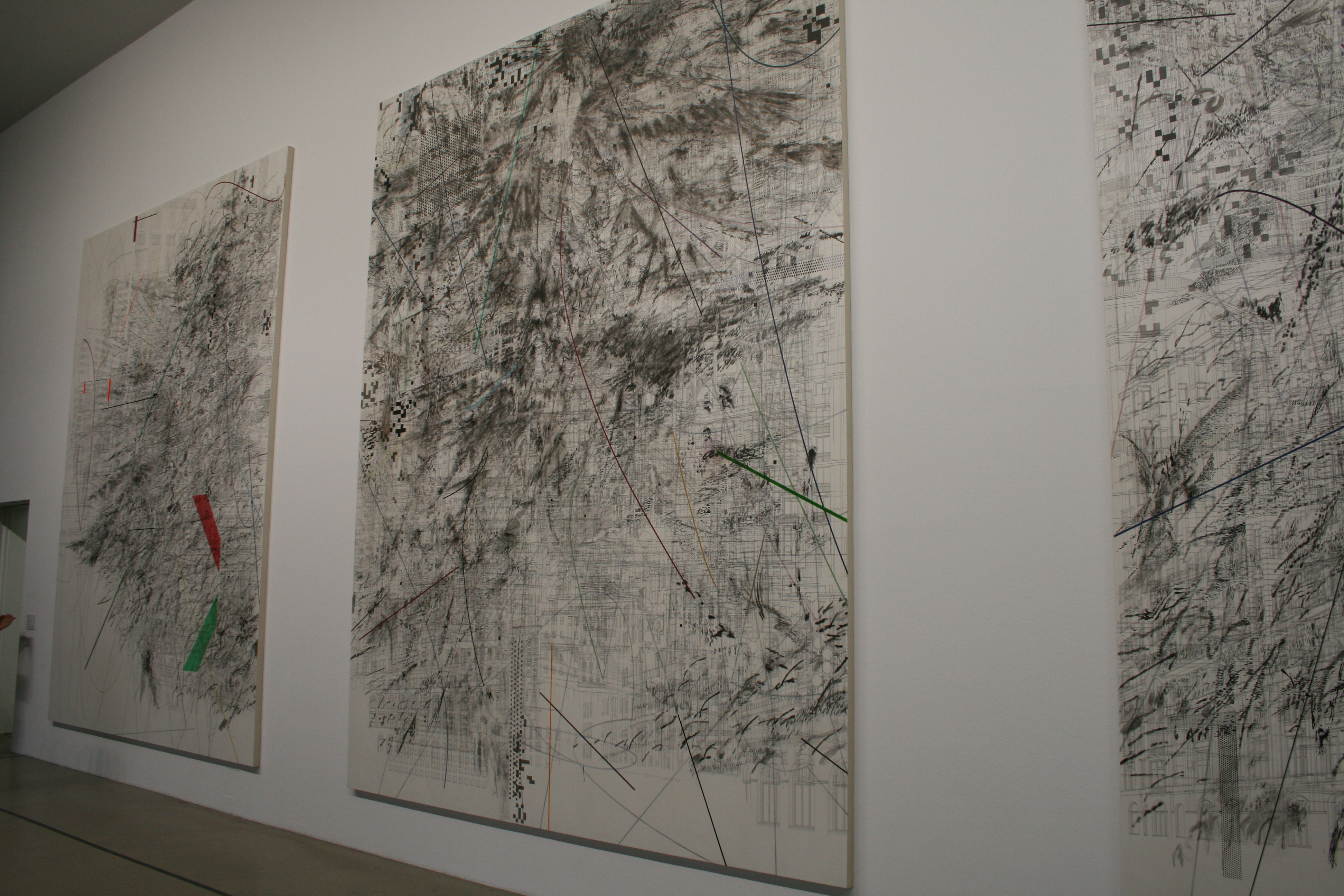
Documenta13 (10)

La sua fortuna critica aumenta velocemente: nel 2000 viene scelta per una residenza presso lo Studio Museum di Harlem e selezionata per la prestigiosa mostra collettiva Greater New York al MoMA PS1, dove riscuote un discreto successo.
Nel 2001 tiene la sua prima personale in una galleria di Harlem gestita da Christian Hayeal, vendendo i quattro dipinti esposti ancora prima dell'inaugurazione. Nel 2002 presenta i suoi lavori alla mostra del MoMa Drawing Now: Eight Propositions e l'anno successivo alla mostra Tyrolian Passages al National Museum of African Art di Washington. Nel 2005, anno in cui è presente ad Africa Remix al Centre Pompidou di Parigi, vince il prestigioso MacArthur Fellows Program, che le mette a disposizione una sovvenzione di 500.000 dollari in cinque anni per sviluppare le sue attività.

#### Emperial Construction, Istanbul(2003)
Nel 2004 inizia la sua collaborazione con il Whitney Museum; partecipa alla Biennale con il dipinto Emperial Construction, Istanbul, di maggiore densità e complessità rispetto ai dipinti precedenti, nelle stratificazioni, nei segni e nelle linee colorate, che si muovono dai bordi al centro in una forma circolare. Il dipinto, poi acquistato dal MoMa, è un omaggio alla città turca con tracce e frammenti di immagini del passato, presente e futuro - scorci di fotografie panoramiche, progetti di modernizzazione della città, architetture urbane - sovrapposte in un vortice visivo dinamico. Sulla tela sono sparse lettere e forme che fanno riferimento alla scrittura araba.

#### Stadia I, II, III(2003-2004)
Nello stesso anno inizia la realizzazione dei tre dipinti Stadia I, II e III (2004), in cui interroga le tipologie sportive e militari, anfiteatri e stadi, spazi progettati per gestire il tempo libero, accogliere e organizzare spettacoli di massa, ma anche luoghi usati come forme di controllo, generatori di caos e violenza. I dipinti, che mescolano rappresentazione pittorica e cartografica, sono basati su stadi reali di tre paesi (Regno Unito, Australia e Stati Uniti), ma di fatto si discostano da questa appartenenza geografica per trasformarsi in un luogo iconico, usato per rappresentare una varietà di esperienze all’interno dello spazio urbano. Una delle fonti di ispirazione è ad esempio l'invasione dell'Iraq da parte degli Stati Uniti, che richiama l'idea, veicolata dai mezzi televisivi, della rappresentazione della guerra come un grande videogioco.
Lo stadio si presenta come luogo di molteplici e instabili esperienze individuali e collettive, favorite dalla diversità di visioni prospettiche e dalle variabilità architettoniche che caratterizzano il dipinto; dall'altra, consente agli individui di localizzare se stessi e gli altri all’interno di uno spazio connotato e leggibile, attraverso simboli convenzionali come le bandiere e i loghi pubblicitari. Secondo la studiosa d'arte britannica Kathryn Brown, i dipinti di Mehretu estendono la tradizione pittorica di rappresentazione degli spazi urbani risalente al Medioevo, in cui venivano utilizzati ideogrammi come cerchi, mura e palizzate per rappresentare i limiti fisici della città; diversamente da tale tradizione, tuttavia, Mehretu, puntando sulla frammentazione del panorama e rendendo difficoltoso uno sguardo totalizzante da parte del lettore della mappa, metterebbe in discussione "l’autorità di un unico punto di vista".
Un anno dopo, nel 2005, produce una serie di incisioni intitolate Heavy Weather , ispirate all'uragano Katrina e alla devastazione che ne seguì.

#### Grey Area(2008–2009)
Nel 2006 l'American Academy di Berlino le assegna un premio che include una residenza di sei mesi e l'anno successivo il Deutsche Guggenheim le affida l'incarico di realizzare di nuovi dipinti per una mostra personale nel 2008. La serie, intitolata Grey Area (2008–2009), si ispira al paesaggio urbano di Berlino come luogo storico di generazione e distruzione; è composta da dipinti in scala di grigio che evocano una condizione di indeterminatezza e sono privi delle linee prospettiche e delle forme curve che avevano caratterizzato le opere precedenti.
Durante la realizzazione del dipinto più rappresentativo della serie, Vanescere (2007), Mehretu scontenta del risultato ottenuto con i colori, per eliminarne le tracce procede a levigare gli strati superiori, rendendosi poi conto che la cancellazione ha creato un'azione, una nuova opera, anziché distruggerla. Il processo di sottrazione della stratificazione che caratterizza la serie Grey Area è evidente in parti di Fragment (2008–09) e di Middle Gray (2007–09), che presentano questa tecnica di cancellazione, ottenuta levigando porzioni di dipinti per creare vuoti evocativi. Un altro dipinto della serie di Berlino, Berliner Plätze (2008-2009), conserva una presenza fantasmatica di contorni sovrapposti di edifici tedeschi del XIX secolo che galleggiano come una massa traslucida nella cornice.
La storica dell'arte Sue Scott ha così commentato la serie: "In questi dipinti tonali cupi e semplificati, molti dei quali basati sulle facciate di bellissimi edifici ottocenteschi distrutti durante la seconda guerra mondiale, si ottiene l'impressione di edifici in procinto di scomparire, proprio come la storia della città che stava descrivendo." Mehretu precisa: "Mi interessava una visione della città un momento prima che avvenisse la cancellazione fisica della città, cosa che è ancora molto evidente".

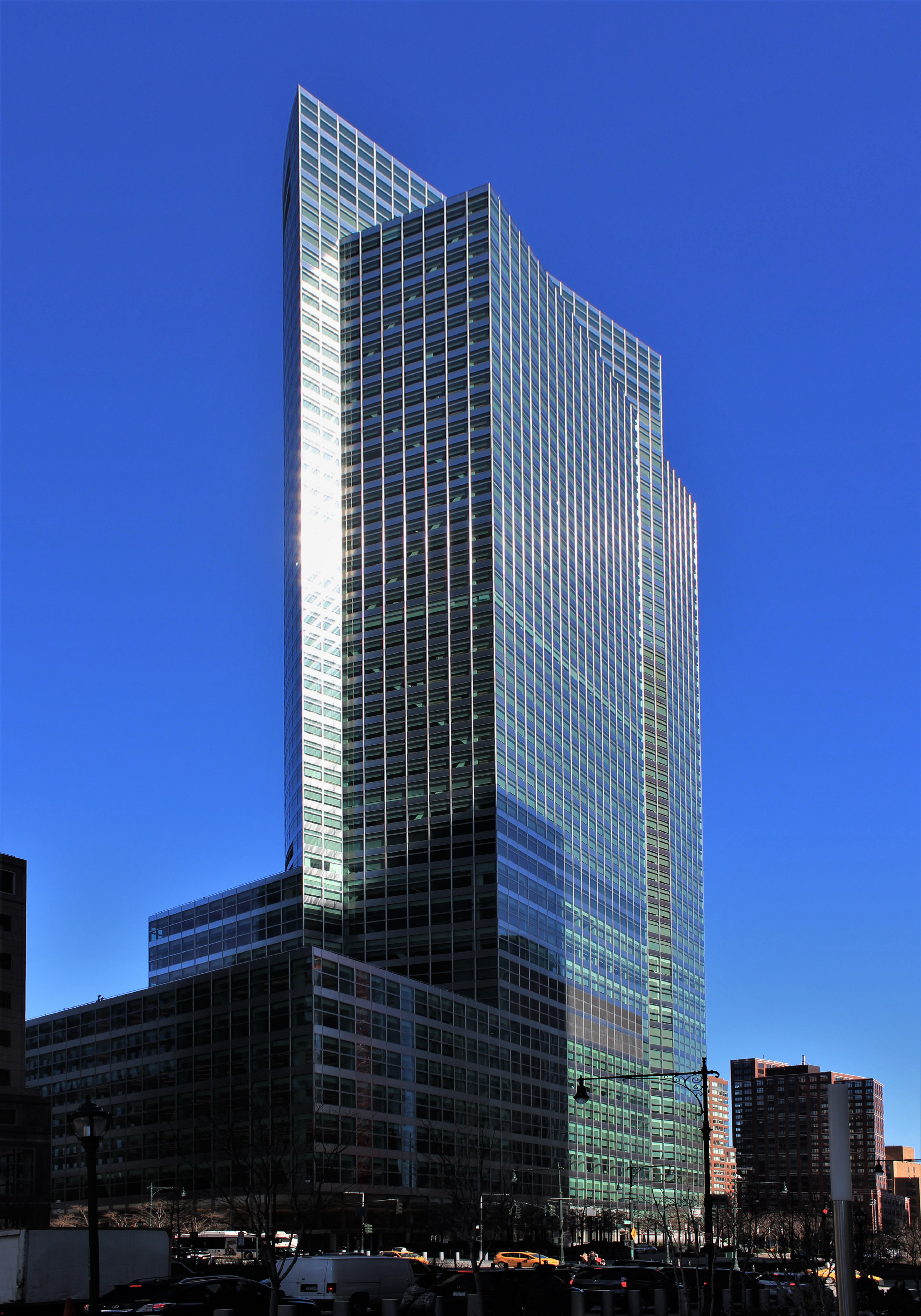
Vista della sede centrale di Goldman Sachs a Lower Manhattan, dove è installato il murale di Mehretu

#### Mural(2007-2009)
Nel 2007 la banca d'affari statunitense Goldman Sachs le commissiona per la sede centrale di Battery Park la realizzazione di un murale lungo circa 25 metri, completato nel 2010. Dei cinque milioni di euro ricevuti, l'ottanta per cento copre i costi di produzione, che comprendono gli stipendi di circa trenta assistenti. L'opera, dalle dimensioni di un campo da tennis, si compone di quattro strati, utilizza 215 colori e contiene riferimenti alla storia del capitalismo finanziario e alla sua complessità macroeconomica, visualizzando ciò che Mehretu chiama "un'esplorazione dello spazio-tempo della globalizzazione": mappe sovrapposte, rotte commerciali, disegni architettonici delle prime banche, la Borsa del cotone di New Orleans, la facciata della Borsa di New York, la porta del mercato dell’antica città greca di Mileto. L'ultimo strato è formato da segni calligrafici prodotti con il pennello e distribuiti in diverse zone del dipinto, a rappresentare segni di attività umane, migrazioni di popoli, battaglie e richiami ad opere di altri artisti, come Calder, Brancusi, Warhol, Lichtenstein.
Nel 2009 a Minneapolis viene organizzata una mostra retrospettiva, con relativo catalogo, delle stampe e incisioni prodotte da Mehretu dal 2000, una delle specializzazioni conseguite durante il suo corso alla Rhode Island School of Design negli anni novanta.

### 2010-2020
Nel 2010 la fama di Mehretu viene confermata con la sua prima grande mostra personale, Grey Area, al Guggenheim Museum di New York e con successive esposizioni, tra cui nel 2011 a Venezia (In Praise of Doubt, Punta della Dogana), nel 2013 a Londra, New York (Liminal Squared) e Parigi (Mind, Breath and Beat Drawings), presso le famose gallerie White Cube e Goodman.

#### Mogamma(2012)
Nel 2012, in occasione della XIII edizione di una delle più importanti mostre d'arte contemporanea a livello internazionale, dOCUMENTA, che si svolge ogni cinque anni nella città di Kassel, in Germania, Mehretu presenta quattro tele monumentali dal titolo Mogamma, dal nome dell'edificio governativo in piazza Tahrir, al Cairo, tempio della burocrazia egiziana. La piazza - il cui nome, assegnato nel 1945, alla fine dell'occupazione coloniale, significa "liberazione" - è diventato il simbolo delle proteste della primavera araba del 2011 e rappresenta la zona coloniale della città in cui è visibile la competizione simbolica tra Gran Bretagna, Francia, Stati Uniti e Unione Sovietica, così come la resistenza del nazionalismo arabo ed egiziano, con monumenti anticoloniali come la statua che commemora Omar Makram: riflette quindi una gamma di periodi storici, forze geopolitiche e lotte sociali, e la sua architettura non coincide con un unico riferimento temporale, concettuale o prospettico.
Nelle quattro tele di Mogamma e nei suoi diversi strati sono disposti motivi geometrici serigrafati, quadrilateri rosso verdi, disegni architettonici di facciate di edifici che si sovrappongono e di altre piazze e luoghi nel mondo simboli di protesta e di cambiamento, come piazza Meskel ad Addis Abeba, la Piazza Rossa a Mosca, Piazza Tiananmen a Pechino, Zuccotti Park a Lower Manhattan (Occupy Wall Street). In questa molteplicità di visioni lo spettatore è proiettato in un'esperienza percettiva di "disordine e molteplicità spazio-storica"; secondo lo storico e critico d'arte T.J. Demos le tele di Mehretu compiono un'azione di decostruzione architettonica, una de-architettura dello spazio costruito.

#### Epigraph, Damascus(2016)
In quest'opera l'autrice, utilizzando la tecnica della fotoincisione, rappresenta la città di Damasco e la guerra civile in corso in Siria in sei pannelli in bianco e nero larghi quasi sei metri. Si serve di una fotografia sfocata stratificata con immagini disegnate a mano di edifici di Damasco, assemblata ad uno strato di segni realizzati su grandi fogli in Mylar. Su un secondo piatto, Mehretu realizza le sue caratteristiche pennellate in tinta chiara, utilizzando in modo innovativo la tecnica dell'acquatinta. Così l'artista descrive il suo lavoro: “Hai lo scheletro dei fantasmi di Damasco, e poi hai la sfocatura, la foschia o la rottura della guerra civile in corso”.

#### Howl, eon (I, II)(2016-2017)

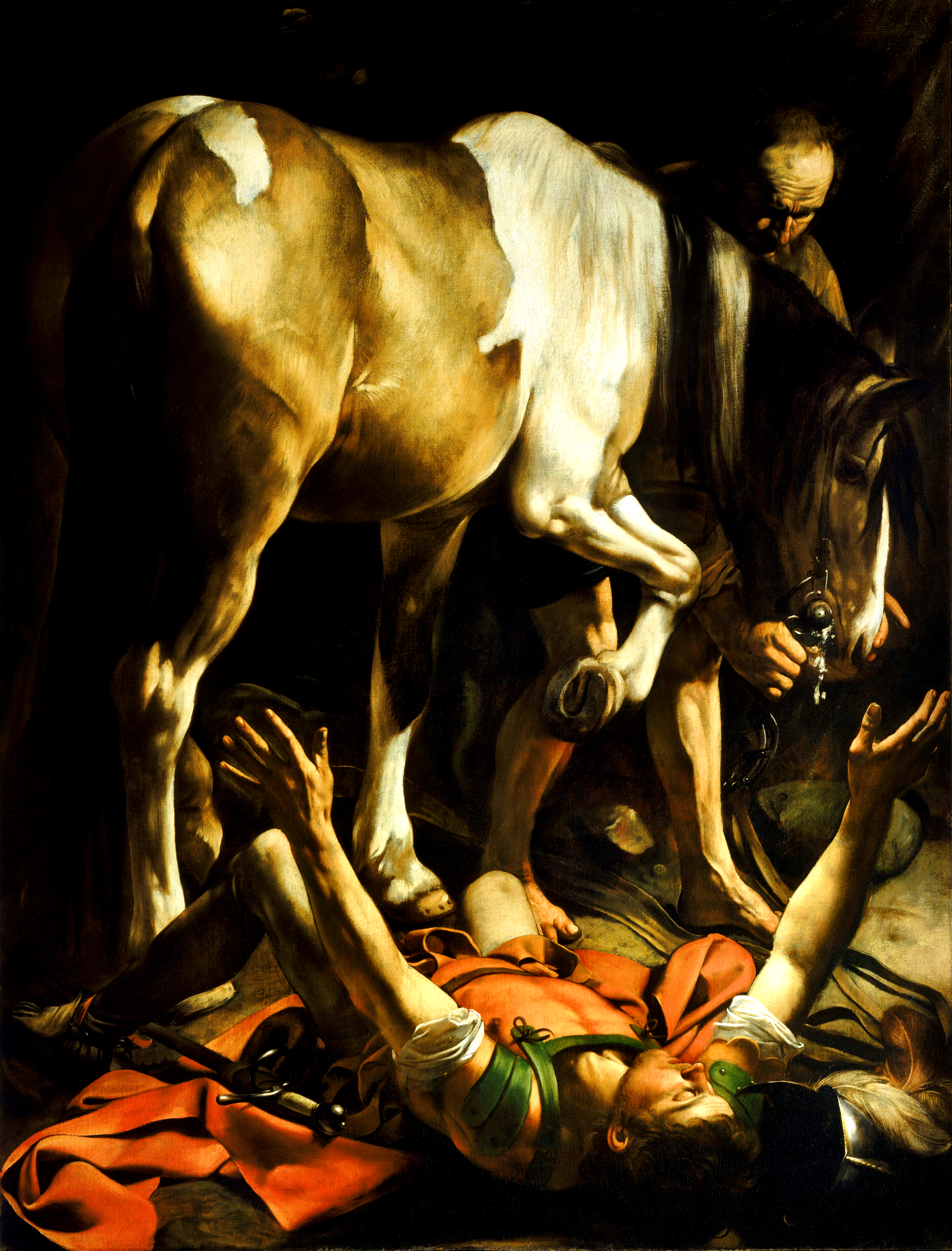
Caravaggio, Conversione di san Paolo, 1601

Nel 2017 realizza, in un progetto durato 14 mesi, due enormi opere per l’atrio del Museum of Modern Art di San Francisco (SFMOMA), Howl, eon (I, II) (2016-2017), esposte per la prima volta al pubblico il 2 settembre 2017. Per facilitare la creazione delle dimensioni del dittico, Mehretu utilizza una chiesa dismessa di Harlem come studio per la creazione. Il dittico completo, alto otto metri e largo quasi venti, contiene rappresentazioni di rivolte razziali, proteste di strada e immagini ottocentesche del West americano, ottenute combinando le fotografie di questi eventi con dipinti di paesaggi del XIX secolo e pennellate calligrafiche. Durante la realizzazione dei dipinti il pianista e compositore Jason Moran compone una suite, pubblicata con il titolo MASS.

#### Conversion, 2019-2020
A conferma della varietà dei temi da cui trae ispirazione, nel 2019-2020 Mehretu realizza un dipinto, tributo della sua passione per Caravaggio, coltivata nei soggiorni a Roma, dove dal 1992 per diversi anni ha seguito il padre, responsabile del programma estivo di scienze sociali della Michigan State University. È alle opere del pittore italiano che si ispira il dipinto in bianco e nero, Conversion.
Nel 2019, co-organizzata dal Los Angeles County Museum of Art e dal Whitney Museum of American Art, si svolge la prima retrospettiva della carriera di Mehretu che copre venti anni della sua evoluzione artistica, in cui vengono presentate circa 40 opere su carta e 35 dipinti. La mostra verrà presentata in quattro importanti musei statunitensi
Nel 2019 è stata tra gli artisti invitati alla LVIII Esposizione internazionale d'arte di Venezia.
Nel 2020 realizza una serie di acqueforti intitolata Slouching Towards Bethlehem, dal titolo di un saggio di Joan Didion, a sua volta ricavato da una poesia di William Butler Yeats, The Second Coming (1919), nelle quali utilizza immagini di proteste contro l'immigrazione.

### 2021-
Nel 2021 Mehretu viene eletta membro dell'American Academy of Arts and Sciences. Nello stesso anno a Berlino e Madrid viene allestita la mostra personale Metoikos (in between Paintings), nella quale la storica dell’arte Julia Bryan-Wilson rileva un cambiamento rispetto alle opere precedenti, notando come “la coreografia pulita e centripeta che un tempo rappresentava il globale, ha lasciato il posto a flussi e ondate contaminate”. La pittura di Mehretu, da lei stessa definita un mezzo per “pensare alla lotta in modo alternativo e astratto”, propone come base, "dolore e fonte", fotografie rielaborate, sfregiate e distorte, legate ad eventi attuali, come i centri di detenzione per immigrati e i disastri ecologici. Insieme ai dipinti viene anche esposta la serie di acqueforti intitolata Slouching Towards Bethlehem (2020).
Nella mostra realizzata a Parigi nel 2022 alla Galerie Marian Goodman vengono esposti nove dipinti della serie intitolata Among the Multitude e due stampe monumentali di Mehretu prodotte in collaborazione con un laboratorio di incisione di Los Angeles, Gemini GEL. Ogni stampa è composta da dieci acqueforti acquatinte stampate su carta, incorniciate individualmente e appese come una griglia. Sebbene le lastre di acquaforte utilizzate per i due lavori siano le stesse, gli inchiostri usati sono di colore diverso, e ogni pannello ha ricevuto cinque strati da cinque lastre separate, dando luogo a un totale di cinquanta lastre di acquaforte utilizzate per completare l'intero progetto. La mostra segna anche l'avvio di una collaborazione tra Mehretu e il poeta Robin Coste Lewis, con cui ha stretto amicizia fin dai tempi della sua laurea, che accompagna la mostra con la registrazione audio di una sua nuova poesia, trasmessa nello spazio della galleria, e un'installazione video in cui viene narrata la storia della sua famiglia, fuggita insieme a milioni di altre famiglie nere dal sud, come parte della Grande Migrazione verso l'ovest degli Stati Uniti.
La sua quinta mostra personale, realizzata nel 2023 presso il presso la White Cube Bermondsey di Londra, e il cui titolo è ispirato al versetto biblico in cui Dio trasmette un messaggio ai Magi attraverso un sogno, They departed for their own country another way, Mehretu si concentra sui conflitti geopolitici e sugli squilibri di potere, con riferimenti ad eventi contemporanei, come il conflitto russo-ucraino e l’assalto al Campidoglio di Washington nel gennaio 2021. La mostra presenta tre nuove serie di dipinti, ciascuna composta da nove pezzi; due di queste sono realizzate con inchiostro e acrilico su tela, di cui fa parte Your hands are like two shovels, digging in me (sphinx), e una su poliestere semitrasparente. Il dipinto monumentale che dà il titolo alla mostra è abbinato alla scultura astratta in alluminio e silicio, S'asseyant (2022), di Nairy Baghramian, un'artista visiva tedesca di origine armeno-iraniana che cura anche l'installazione dei telai e delle impalcature in alluminio su cui è allestita una delle serie di dipinti, creando un'esperienza multiforme.
Le opere di Mehretu sono presenti in collezioni pubbliche come il MoMA, il Solomon R. Guggenheim Museum di New York; LACMA di Los Angeles; Collezione Pinault – Palazzo Grassi, Venezia, Museo d'Arte Moderna della Louisiana, Smithsonian Institution, Washington DC, il Museo d'Arte Moderna di San Francisco.

## Vita personale
Mehretu nel 2008 ha sposato l'artista australiana Jessica Rankin, conosciuta otto anni prima, con la quale ha avuto due figli, Cade Elias, nato nel 2005, e Haile, nato nel 2011; sua suocera è l'autrice e poetessa Lily Brett. La coppia si è separata nel 2014.
Mehretu mantiene uno studio a Chelsea vicino al Whitney Museum of American Art. Nel 2004 ha co-fondato con Lawrence Chua e Paul Pfeiffer, Denniston Hill, una residenza per artisti in un campus di duecento acri nella contea di Sullivan, New York.

## Stile

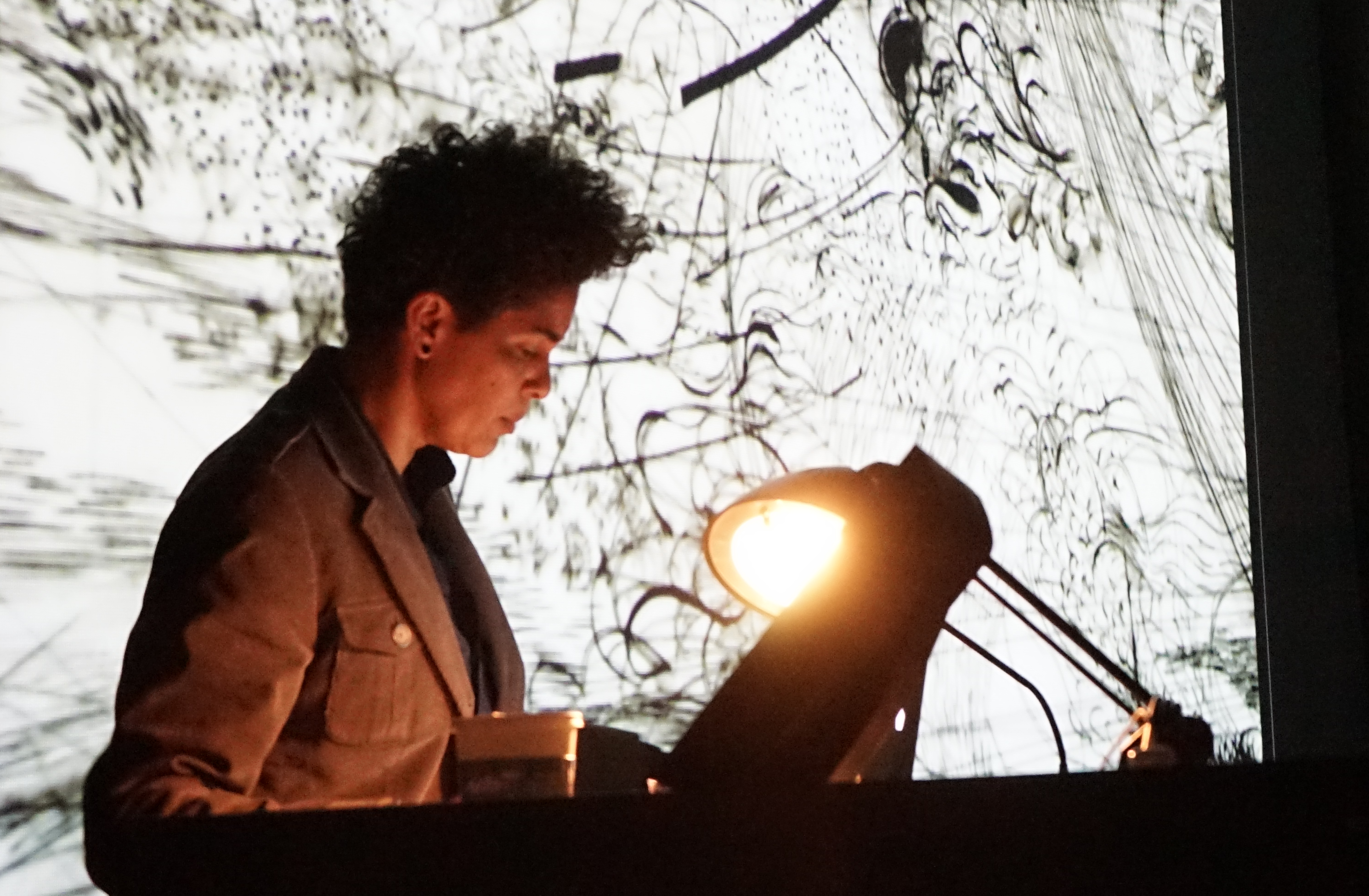
Mehretu speaking in 2014

I suoi dipinti, disegni e stampe, dal contenuto narrativo, descrivono gli effetti dei cambiamenti sociopolitici urbani, ed esprimono l'interesse dell'artista per la storia, la geografia, l'architettura; veicolano una dimensione sociale e politica, con riferimenti ad eventi recenti della contemporaneità, come le migrazioni, le guerre, il razzismo, le rivolte sociali o i disastri climatici. Sono creati a strati; finito uno strato, Mehretu spruzza sulla tela una soluzione trasparente di silice e acrilico con un aerografo e, dopo averlo carteggiato, inizia il successivo, lasciando intravedere segni e colori dello strato inferiore. Secondo la sua autrice, questo metodo di lavoro cerca di imitare “la pergamena su cui sono disegnate le vecchie mappe. Il primo strato corrisponde al tempo più antico, quindi il dipinto potrebbe possedere una propria geologia, storia, archeologia".
Le tele incorporano elementi di disegni tecnici di vari edifici urbani, tracciati architettonici e urbanistici, mappe, vedute aeree di città, aeroporti, autostrade, centri commerciali, reti telefoniche, carte meteorologiche, simboli in piccola scala del mondo consumistico: grafica pubblicitaria, loghi aziendali, graffiti, tatuaggi e fumetti. Le informazioni che l'autrice mette a disposizione dello spettatore, le forme geometriche che imitano l'architettura, a volte sono leggibili, altre volte, nell'avvenuto lavoro di stratificazione, sono difficili da riconoscere. Mehretu precisa:
(Julie Mehretu, Intervista, 2013)
Alcuni critici, per il modo in cui cattura il dinamismo della metropoli, l'energia e la velocità dell'ambiente urbano, le forme e i colori vibranti, vedono nelle sue opere l'eco del futurismo italiano del primo Novecento o di Kandisky, di cui la stessa Meheretu ammette l'influenza; altri la collegano ai costruttivisti russi, a Malevich, Mondrian, Picasso, da cui tuttavia si differenzia per la sua apertura ai contenuti sociali, politici ed economici del XXI secolo. La sua pennellata ricorda in parte la calligrafia cinese, nella quale Mehretu riconosce “il desiderio di descrivere il cosmo in un certo modo, con segni che siano significanti, verso il cosmo come sistema”.

## Riconoscimenti

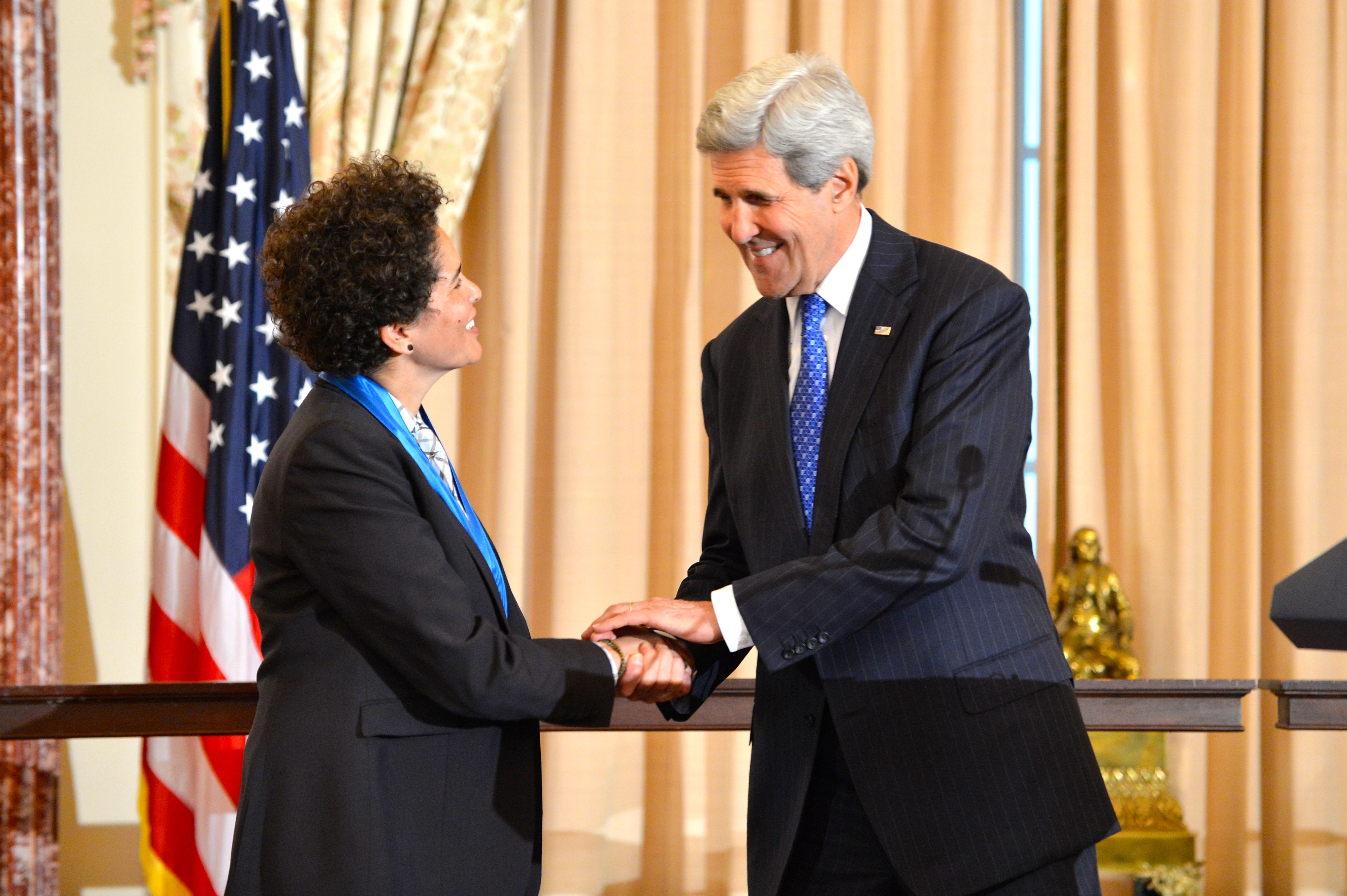
Mehretu riceve la National Medal of Arts nel 2015 dal Segretario di Stato John Kerry

- 2021 - Viene eletta membro dell'American Academy of Arts and Sciences
- 2018 - Liberty Award for Artistic Leadership, Lower Manhattan Cultural Council (LMCC), New York
- 2015 - National Medal of Arts, ricevuta dal Segretario di Stato John Kerry
- 2007 - Berlin Prize dell'American Academy
- 2005 - American Art Award, Whitney Museum of Art, New York, USA
- 2005 - Genius Grant della MacArthur Foundation, grazie al quale riceve una sovvenzione di 500.000 dollari in cinque anni per sviluppare le sue attività
- 2003 - Artist in Residency at Walker Art Center, Minneapolis
- 2002 - Penny McCall Foundation Grant
- 2001 - The Louis Comfort Tiffany Foundation Grant AIR Program, Studio Museum in Harlem, New York

## Mostre (selezione)[64]
- 2024 - Ensemble, Palazzo Grassi, Venezia[65][66]
- 2023 - They departed for their own country another way, White Cube, Londra
- 2022 - Julie Mehretu with an Installation by Robin Coste Lewis, Mary Goodman Parigi
- 2021 - Metoikos: in between paintings, Carlier Gebauer, Berlino e Madrid
- 2022 - Walker Art Center, Minneapolis
- 2020 - About the space of half an hour, Marian Goodman Gallery, New York
- 2019 - LACMA, Los Angeles County Museum of Art, Los Angeles; University of Cambridge
- 2019 - May You Live in Interesting Times, LVIII Biennale di Venezia
- 2018 - Memory Place, White Cube, Londra
- 2013 - Liminal Squared, White Cube, Londra
- 2013 - Mind Breath and Beat Drawings, Galerie Marian Goodman, Parigi
- 2012 - Mogamma (A Painting In Four Parts); dOCUMENTA (13), Kassel
- 2011 - In Praise of Doubt, Punta della Dogana, Venezia
- 2011 - Excavations: The Prints of Julie Mehretu, Davison Art Center, Middletown, Connecticut
- 2010 - Grey Area, Solomon R. Guggenheim Museum, New York
- 2009 - Excavations: The Prints of Julie Mehretu, Minneapolis
- 2009 - Grey Area, Deutsche Guggenheim, Berlino
- 2008 - City Sitings, North Carolina Museum of Art, Raleigh, NC
- 2008 - City Sitings, Williams College Museum of Art, Williamstown
- 2007 - Black City, Kunstverein Hannover, Hannover
- 2007 - Black City, Louisiana Museum, Humlebaek
- 2007 - City Sitings (traveling through 2008), The Detroit Institute of Arts, Detroit
- 2006 - Black City, MUSAC - Museo de Arte Contemporáneo de Castilla y Léon
- 2006 - Heavy Weather, Crown Point Press, San Francisco
- 2005 - Drawings, The Project, New York
- 2006 - Africa Remix: Contemporary Art of a Continent. Hayward Gallery, Londra
- 2005 - Africa Remix, Centre Pompidou, Parigi
- 2005 - Currents. Saint Louis Art Museum
- 2005 - Drawing into Painting, REDCAT, Los Angeles
- 2005 - Drawing into Painting, Albright-Knox Art Gallery, Buffalo, NY
- 2004 - Julie Mehretu. Matrix 211, University of California Berkeley Art Museum, CA
- 2004 - Landscape Allegories, Thomas Dane, Londra
- 2003 -  Drawning into Painting, Walker Art Center, Minneapolis
- 2004 - Matrix. Berkeley Art Museum, University of California Berkeley
- 2003 - Julie Mehretu: Drawing into Painting. Walker Art Center, Minneapolis
- 2003 - Poetic Justice. 8th International Istanbul Biennal
- 2002 - Drawing Now: Eight Propositions. Museum of Modern Art New York.
- 2002 - Julie Mehretu: Renegade Delirium. White Cube, Londra
- 2000 - Greater New York, P.S.1, New York